# Luzonichthys williamsi
Luzonichthys williamsi är en fiskart som beskrevs av Randall och Mccosker 1992. Luzonichthys williamsi ingår i släktet Luzonichthys och familjen havsabborrfiskar. IUCN kategoriserar arten globalt som livskraftig. Inga underarter finns listade i Catalogue of Life.